# الفرقة المدرعة السابعة (المملكة المتحدة)
الفرقة المدرعة السابعة هي فرقة مدرعة بريطانية خدمت في مصر والصحراء الليبية خلال الحرب العالمية الثانية حيث عرفت هناك باسم «جرذان الصحراء» (بالإنجليزية: Desert Rats)‏، وكانت الفرقة قد تأسست في مصر عام 1938 بعد أزمة ميونخ، شاركت الفرقة في غالبية المعارك الرئيسية التي شهدتها حملة شمال أفريقيا، بعد انتهاء الحرب العالمية الثانية وخروج البريطانيين من مصر حُلت الفرقة عام 1958 على الرغم من أن اسم جرذان الصحراء ظل يطلق على اللواء المدرع السابع الذي كان يشكل أحد وحدات الفرقة المدرعة السابعة.